# Tom Sawyer (singel Rush)
Tom Sawyer – pierwszy utwór z albumu Moving Pictures kanadyjskiego zespołu progresywnego Rush. Wydany w 1981 roku na singlu. Utwór skomponowali Geddy Lee oraz Alex Lifeson, słowa napisał Neil Peart wraz z Pyem Duboisem. 

## Twórcy
- Geddy Lee – gitara basowa, syntezator, wokal
- Alex Lifeson – gitara elektryczna
- Neil Peart – perkusja